# Palaeaspilates rubida
Palaeaspilates rubida là một loài bướm đêm trong họ Geometridae.